# Calderita
La calderita és un mineral de la classe dels silicats, que pertany al grup estructural del granat. Rep el seu nom del pioner en geologia de l'Índia James Calder.

## Característiques
La calderita és un nesosilicat. Segons l'Associació Mineralògica Internacional (IMA), la seva fórmula química és Mn2+₃Fe3+₂(SiO₄)₃, tot i que nombroses mostres descrites amb el nom de calderita contenen també quantitats importants de calci i alumini en substitució del manganès i el ferro, respectivament, (Mn2+,Ca)₃(Fe3+,Al)₂(SiO₄)₃. El seu color varia de marró obscur vermellós a groc obscur o groc-marró. La seva duresa a l'escala de Mohs és 7.
Segons la classificació de Nickel-Strunz, la calderita pertany a «9.AD - Nesosilicats sense anions addicionals; cations en [6] i/o major coordinació» juntament amb els següents minerals: larnita, calcio-olivina, merwinita, bredigita, andradita, almandina, goldmanita, grossulària, henritermierita, hibschita, hidroandradita, katoïta, kimzeyita, knorringita, majorita, morimotoïta, vogesita, schorlomita, spessartina, uvarovita, wadalita, holtstamita, kerimasita, toturita, momoiïta, eltyubyuïta, coffinita, hafnó, torita, thorogummita, zircó, stetindita, huttonita, tombarthita-(Y), eulitina i reidita.

### Cristal·lografia

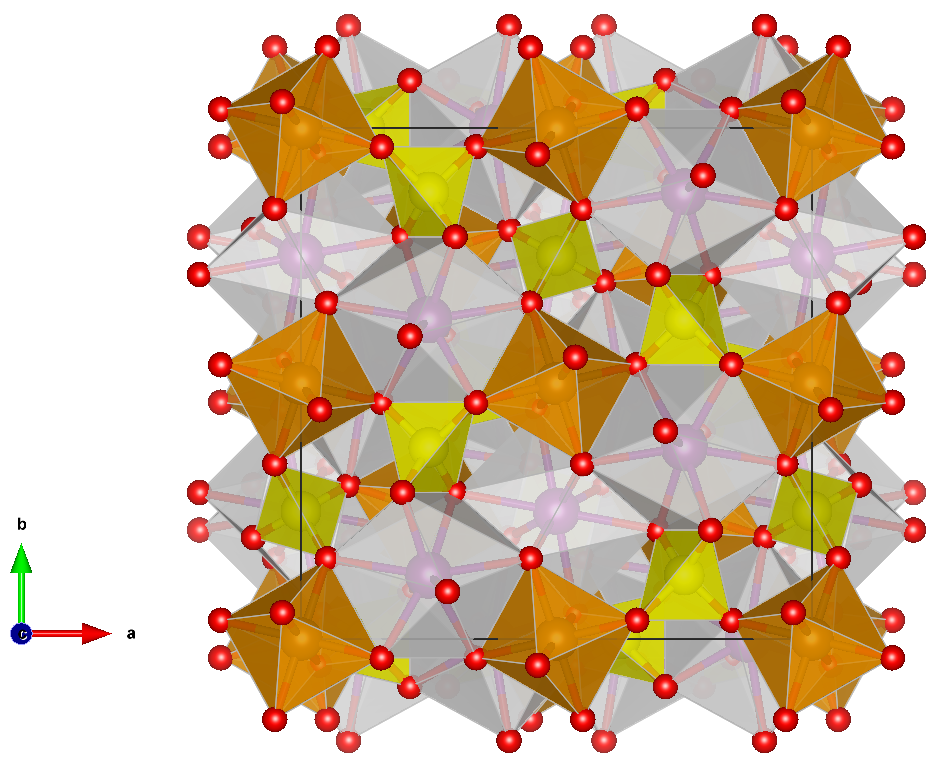
Estructura de la calderita, projectada en el pla (a, b). Vermell: Fe, violeta: Mn, groc: Si, blau: O.

La calderita cristal·litza en el sistema isomètric, i el seu grup espacial és Ia3d. El seu paràmetre de cel·la és a = 11,84 Å, amb Z = 8, de manera que el seu volum és de 1660 Å3. La seva densitat d'aproximadament 4,08 g/cm³.
Els cations Mn2+ en coordinació [8] amb els anions O2-, amb una longitud mitjana de l'enllaç Mn-O de 2,42 Å. El Mn del poliedre de coordinació es troba deformat, a mig camí entre el cub i l'antiprisma tetragonal. Els cations Fe3+, que ocupen l'element de rotació impròpia 3 estan en coordinació [6] octaèdrica amb els anions O2-, amb una longitud d'enllaç Fe-O de 2 Å.
Els octaedres FeO₆ estan aïllats els uns dels altres en l'estructura de la calderita, de la mateixa manera que ho estan els tetraedres SiO₄. Aquests dos grups formen una xarxa tridimensional compartint tots els seus vèrtexs. Els grups MnO₈ es troben en els llocs antiprismàtics de la xarxa i comparteixen les seves vores amb els grups FeO₆ i SiO₄.

## Formació i jaciments
La calderita ha estat trobada a Grenfell, Nova Gal·les del Sud, Austràlia; Labrador, Terranova i Labrador, Canadà; Layntonville, Comtat de Mendocino, Califòrnia, Estats Units; Balaghat, Madhya Pradesh i Hazaribagh, Jharkhand, Índia; Saint-Marcel i Valtournanche, Vall d'Aosta, Itàlia; Štrpce, Ferizaj, Kosovo; Otjozondjupa, Namíbia, Suceava i Maramureș, Romania; Namakwa, Cap Septentrional, Sud-àfrica; i Ausserferrera i vall Starlera, Grisons, Suïssa.